# Kleiner Friedrichskopf
Der Kleine Friedrichskopf ist ein 3059 m ü. A. hoher Berggipfel der Schobergruppe in Kärnten (Bezirk Spittal an der Drau). Der Gipfel wurde erstmals von den Bauernsöhnen Manhart aus Sagritz bei Döllach bestiegen, die Besteigung der Ostwand gelang Otto Böhm und G. Heinsheimer am 10. August 1923.

## Lage
Der Kleine Friedrichskopf liegt im Osten der Schobergruppe in der Kernzone des Nationalparks Hohe Tauern im Nordwesten der Gemeinde Mörtschach nahe an der Gemeindegrenze zu Großkirchheim. Der Gipfel befindet sich östlich des Großen Friedrichskopfs (3134 m ü. A.), von dem der Kleine Friedrichskopf durch die sogenannte Kleine Friedrichsscharte getrennt liegt. Vom Gipfel fällt die markante Ostwand in das Tal des Gartlbachs ab, nördlich liegt der langgezogene Nordostgrat des Großen Friedrichskopfs, im Süden dessen Südsüdostgrat mit der Relischscharte (2790 m ü. A.) und dem Weißen Kopf (2925 m ü. A.).

## Aufstiegsmöglichkeiten
Der Normalweg auf den Kleinen Friedrichskopf führt durch die südliche Trennschlucht zwischen Großem und Kleinem Friedrichskopf. Der Einstieg zu dieser Schlucht erfolgt aus dem südseitigen Kar, das über die Relischscharte oder von der Gartlalm erreicht werden kann. Der Aufstieg zur Relischscharte nimmt seinen Ausgang an der Wangenitzseehütte, von der man talwärts den nordseitigen Aufstieg zur Oberen Prititschscharte wählt und in der Folge nach Abstieg ins Prititschkar zum größten mehrerer Bergseen gelangt. Danach folgt der Anstieg kurz dem Prititschbach und quert danach nach Norden in ein Kar, von dem man ostseitig in die Relischscharte aufsteigt. Die Variante über die Gartlalm folgt zunächst von Döllach aus dem Wanderweg zur Gartlalm und führt danach nach Westen weiter bis in das der Schlucht südseitig gelegene Kar. Der Schlussanstieg durch die Schlucht erfolgt in Kletterei (II+). Alternativ kann der Kleine Friedrichskopf auch von der Garlalm über die Ostwand bestiegen werden (III+).